# Station Aumühle
Station Aumühle (Bahnhof Aumühle) is een spoorwegstation in de Duitse plaats Aumühle, in de deelstaat Sleeswijk-Holstein. Het station is onderdeel van de S-Bahn van Hamburg aan de spoorlijn Hamburg Hauptbahnhof - Aumühle.
Het station is start- en eindpunt van de lijn S2 naar Hamburg.

## Locatie
Het station bevindt zich aan de rand van Aumühle. De toegang tot het perron is alleen mogelijk door de hoofdingang van het monumentale gebouw, dat van beide zijde te bereiken is. Het gebouw ligt op een voetgangersbrug die over de sporen ligt.

## Geschiedenis

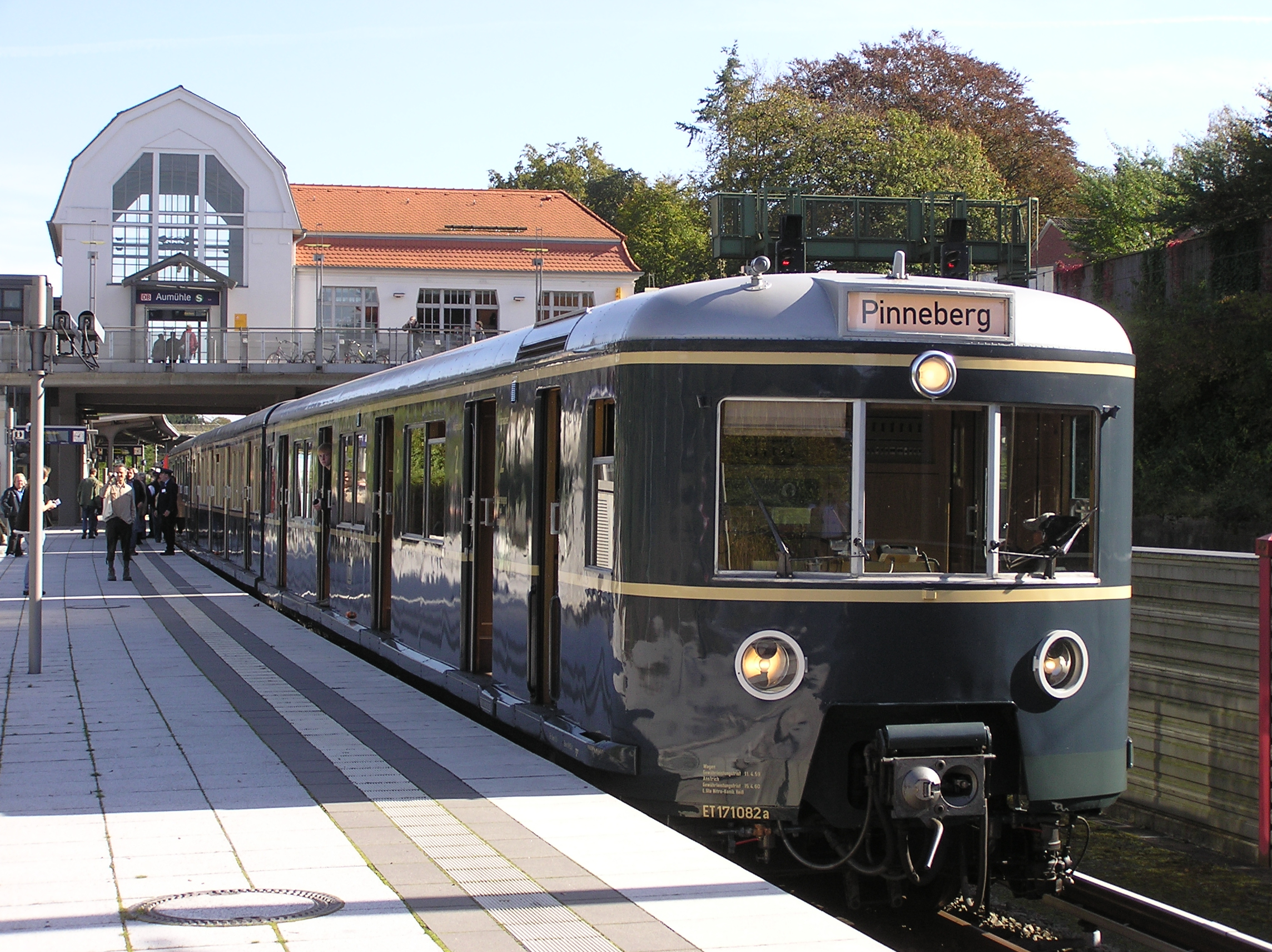
Historische S-Bahntrein in Aumühle van het nabijgelegen museum (2007)

Het eerste treinverkeer door Aumühle was in 1846 met de opening van de spoorlijn Berlijn - Hamburg. In die tijd had Aumühle nog geen station, alleen in het nabijgelegen Friedrichsruh stopten treinen vanaf 1850. In 1884 werd de eerste halte voor treinen in Aumühle opgericht, een eenvoudige halte met twee zijperrons. In 1909 volgde de uitbouw tot een viersporig station, om hier de voorstadstreinen te kunnen laten stoppen. Daarbij ontstond achter het station een viersporige opstelterrein met aangesloten locomotiefloods. Het opstelterrein wordt tegenwoordig gebruikt voor het opstellen van de S-Bahntreinen, de locomotiefloods als museum door de Verkehrsamateure und Museumsbahn. Ook in die tijd werd het, tot vandaag de dag in Noord-Duitsland uniek ontworpen, stationsgebouw opgericht.
Na de Tweede Wereldoorlog liep het langeafstandsverkeer op de spoorlijn Berlijn - Hamburg door de splitsing tussen de Bondsrepubliek Duitsland en de Duitse Democratische Republiek sterk terug, tot enkele transittreinen tussen Hamburg en Berlijn. Het voorstadsverkeer werd na de Tweede Wereldoorlog weer met stoomtreinen afgewikkeld. Er verhuisden steeds meer mensen vanuit Hamburg naar de regio om de stad. Hierdoor verving men de stoomtreinen vanaf 1958 tussen Berliner Tor en Bergedorf door een nieuwe S-Bahnlijn. Omdat het treinverkeer op deze lijn zeer gering was, werden de langeafstandssporen voorzien van een derde rail. Tussen Bergedorf en Aumühle/Büchen werd het treinverkeer door stoom- en diesellocomotieven gereden.
In 1969 volgde de verlenging van de S-Bahn van Bergedorf naar Aumühle, eveneens op de langeafstandssporen. Daarbij werden enige stations omgebouwd. Het zuidelijke van beide perrons, dat oorspronkelijk voor doorgangsverkeer diende, werd buiten gebruik gesteld. De beide zuidelijke sporen werden voortaan alleen voor doorgaand verkeer gebruikt, voornamelijk de Transittreinen naar Berlijn. Het noordelijke perron, welke door de voorstadstreinen werd gebruikt, werd het eindstation van de S-Bahn. Terwijl vanaf spoor 1 de treinen richting Elbgaustraße (vroeger Pinneberg) vertrokken, werd spoor 2 in het midden, ter hoogte van het stationsgebouw gedeeld en door stootblokken van elkaar gescheiden.   Het westelijke deel dient voor versterkingstreinen van de S-Bahn, het oostelijke deel dient voor de Regionalbahn (RB) naar Büchen, welke ten oosten aansluit op de langeafstandssporen. Hierdoor is een overstap van de RB naar de S-Bahn mogelijk zonder het perron te verlaten.
Na de Duitse hereniging veranderde de omstandigheden, de spoorlijn Berlijn - Hamburg zal alleen door ICE-verkeer gebruikt worden. Daardoor werd de S-Bahn tussen Berliner Tor en Aumühle verlegd naar een eigen spoor. Om dit mogelijk te maken werd het S-Bahnverkeer in Aumühle van 1994 tot 2002 stilgelegd. Terwijl de S-Bahn kon blijven rijden tussen Berliner Tor en Bergedorf tijdens de werkzaamheden, reden er vanaf Bergedorf dieseltreinen naar Aumühle in de plaats. Bij de ombouwwerkzaamheden werd tussen Bergedorf en Wohltorf een dubbelsporige lijn voor de S-Bahn naast de bestaande sporen gebouwd, tussen Wohltorf en Aumühle was er maar plaats voor één S-Bahnspoor. Verder werden de overwegen verwijderd. De resten van het zuidelijke perron aan de langeafstandssporen werden volledig afgebroken en voor hogesnelheidstreinen opgewaardeerd. Vanaf 2002 rijdt de S-Bahn weer tot Aumühle.

## Uitrusting

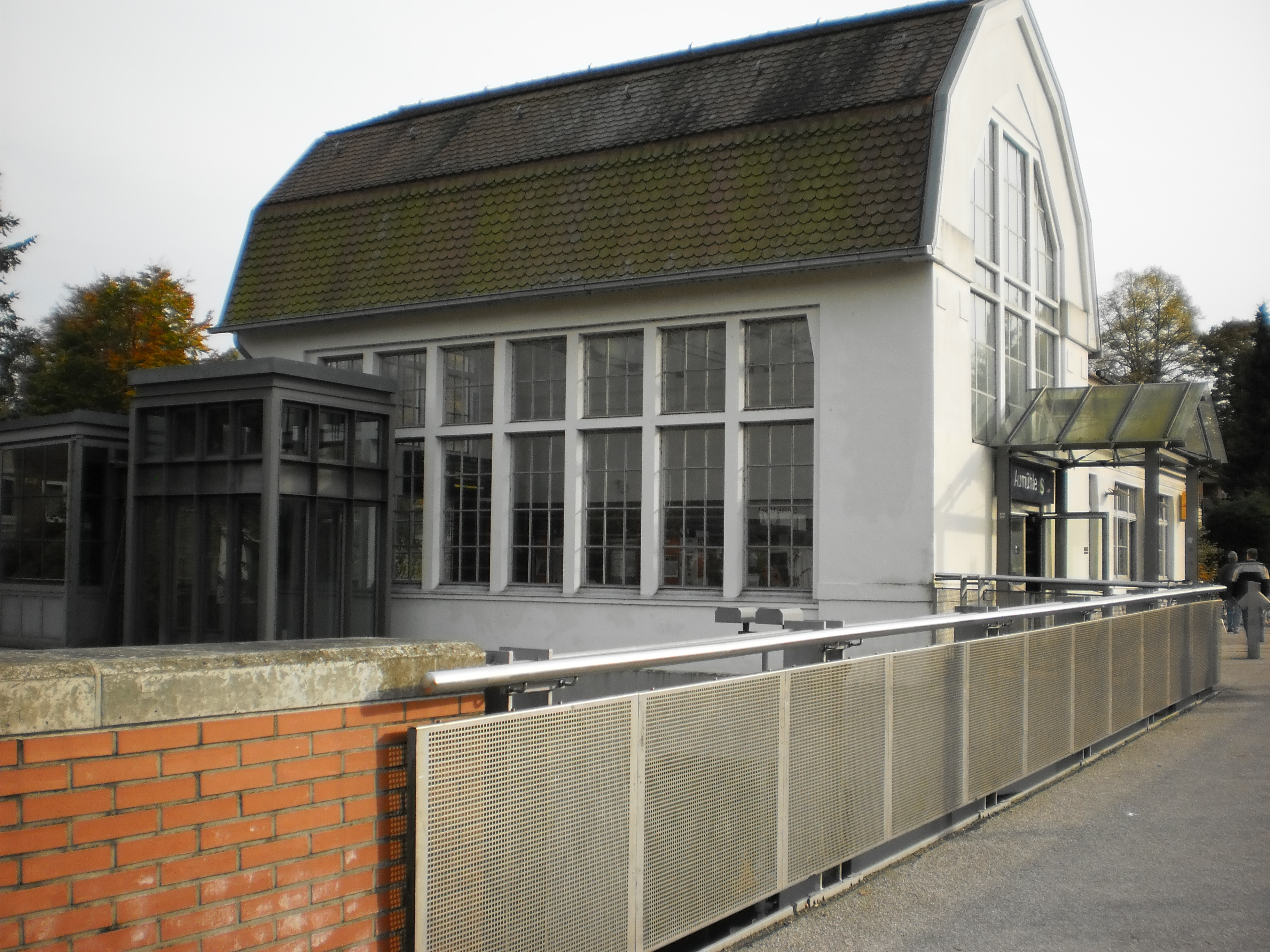
Ingang van het station via het stationsgebouw op de voetgangersbrug (2013)

Het station beschikt over een overkapt eilandperron en een stationsgebouw. De toegang tot het station loopt via een voetgangersbrug, die de beide delen van de Bahnhofsstraße verbindt. De toegang tot het perron is met een lift barrièrevrij mogelijk.
In het stationsgebouw is een kiosk ondergebracht, dat tevens een postagentschap is. Het station heeft 80 Parkeer en Reisplaatsen evenals 120 fietsenstallingen.
Aan de Emil-Specht-Allee bevindt zich een bushalte, bovendien is er een taxistandplaats. Oostelijk van het station bevinden zich de opstelsporen voor de S-Bahn evenals het Eisenbahnmuseum Lokschuppen Aumühle met historische treinen.

## Verbindingen
De volgende S-Bahnlijn doet het station Nettelnburg aan:
| Serie | Treinsoort        | Route                                                                | Bijzonderheden |
| ----- | ----------------- | -------------------------------------------------------------------- | -------------- |
|       | S-Bahn (DB Regio) | Altona – Dammtor – Hauptbahnhof – Berliner Tor – Bergedorf – Aumühle |                |